# نيل فاشي
نيل مايكل فاشي (من مواليد عام 12 مارس 1984) هو رياضي اسكتلندي بارالمبي متعدد الرياضات يتنافس في الأحداث الخاصة بالأفراد الذين يعانون من إعاقة بصرية.